# Cristian Marina
Ioan Cristian Marina, född 31 oktober 1965 i Cluj i Rumänien, är en svensk tonsättare.

## Biografi
Efter studier i komposition med bland annat Cornel Taranu i hemstaden Cluj flyttade Marina 1987 till Sverige. Där läste han komposition på Kungliga Musikhögskolan i Stockholm för bland andra Sven-David Sandström och Magnus Lindberg. 1995 läste Marina komposition IRCAM i Paris för Luca Francesconi och 1996 på Accademia Chigiana i Siena för Franco Donatoni. Andra namnkunniga lärare är Miklos Marós, Brian Ferneyhough och Phillipe Manoury.
Cristian Marinas verk, som omfattar flera olika genre inom modern klassisk musik, har splats världen över på såväl konserter som festivaler och radio. Hans verk har framförts på bland annat ISSM-World Music Days i exempelvis Hong Kong (år 2002 och 2007), Slovenien (2003) och Kroatien (2005 och 2011). Marinas verk har även blivit publicerade av Edition Suecia och inspelade på CD av bland annat Fylkingen Records i Sverige, 7 Dreams Records i Rumänien och Edition LGNM i Luxemburg.
Marinas verk har spelats av bland annat George Enescu Philharmonic Orchestra (Bukarest), Transylvania Philharmonic Orchestra (Cluj), Luxembourg Sinfonietta (Luxemburg), Orchestre de Flûtes Français (Paris), Kammarensemblen (Stockholm), Norrbotten NEO (Sverige), Musica Vitae (Växjö), Trio Vitreux (Darmstadt), Süddeutsche Saxofon-Kammerorchester (Darmstadt), Stockholms Saxofonkvartett (Stockholm) Zagreb Saxophone Quartet (Zagreb), Sonanza Ensemblen (Stockholm), The Pearls before swine experience (Stockholm), The Gothenburg Combo (Göteborg), Gothenburg Chamber Soloists (Göteborg) Archaeus ensemble (Bukarest), Trio Contraste (Timișoara), Ars Nova (Cluj), Ensemble of the Conservatory of Amsterdam (Amsterdam), Ensemble 4 Saxess (Wien), Duo Jörgen Pettersson-Ivo Nilsson (Stockholm), Trio Tribukait-Pettersson-Berg (Sverige), Pro Musica Nova (Cluj), Cluj Percussion Ensemble (Cluj), The Harmonies of the World (Odessa), GAME Percussion ensemble (Bukarest), Nicolas Simion Jazz Group.
Marinas verk Four on Five blev uppmärksammar då det blev utvalt på International Rostrum of Composers 2016 och framfördes senare i radio i Sverige på Sveriges Radio P2 och runt om i Europa och världen.
Cristian Marina är medlem i FST (Föreningen svenska tonsättare), i svenska ISSM där han också var ordförande 2001-2004, i Samtida Musik och i Fylkingen.

## Priser och utmärkelser
- Carin Malmlöf-Forsslings pris utdelat av Kungliga Musikaliska Akademien (2009)
- 1:a pris vid APERTO International Composition Competition för verket Intorno, (Bukarest 2006)[2]
- 3:e pris vid International Composition Prize för verket Density-Intensity (Luxemburg 2003)[2]
- Utvalt verk I den allmänna kategorin för verket Four on Five vid International Rostrum of Composers (2016)[4]

## Verk (i urval)

### Orkesterverk
- Sequenze (1987) för stråkorkester
- Fanfare (1991) för symfoniskt band
- Allegoria (1994) för stor symfoniorkester
- Bläser Plaisir (1995) för symfoniskt band
- Concertino (1996) för soloviolin, solocello och stråkorkester
- Aspirale (1999) - version för symfoniorkester
- Flux(2002) för flöjtorkester (24 flöjter)
- Fever (2006) för stor symfoniorkester
- Musica Concertante (2009) för flöjt, slagverk, piano och orkester
- Tribute (2010)[6]

### Verk för kammarorkester
- Mirabilis (1994)
- High Anxiety (1995/1999)
- Vitalis (1997)
- Density-Intensity (2002)

### Verk för kammarensemble
- Allures (1996)
- Con-Sonanza (1997)
- Octopus (2006)
- Parafrasi 1. (2007)
- Elegia (2007)
- Turbulance (Parafrasi 5.) (2009)
- Triptyk Ludic (1987)
- Musica da Sonar (1996)
- Alloy (1996)
- Percorsi(1996)
- Flavours (1997)
- Quintuplum (1998)
- Verso (1998)
- Alla Passacaglia(1999)
- Girospira (2000)
- Alea (2001)
- Stretto (2001)
- Tandem (2004)
- Lyric Episode (2004)
- String Connection (2005)
- Juggle (2005)
- Falson Brillante (2005)
- Intorno (2006)
- Moto Rotto (Parafrasi 3.) (2007)
- Fioritura (Parafrasi 4.) (2008)
- Alliages (2010)
- Portico (2011)
- Four on Five (Parafrasi 6.) (2012)
- Mood (Parafrasi 7b.) (2013)
- Méandre (2016)
- Red Moon Tune (2017)

### Verk för saxofonensemble
- Rova (1986)
- Saxofolies (1996)
- Pulse-Impulse (1998)
- Aspirale (1999)
- Mobile (2000)

### Verk för soloinstrument
- Recalls (1989) för cello
- Aulodia (1996) för flöjt
- Altorelief (1998) för altsax
- Vae (1998) för trombon
- 7 Haiku (2000-2002) för piano
- Infra (Parafrasi.2) (2007) för bassax
- Sospeso (Parafrasi.7) (2012) för violin

### Körmusik
- 3 SONGS (1985) (text av 3 sonetter av W. Shakespeare)
- Fara Tine (1985) (text av Ana Blandiana)
- Noi (1986) (text av Nichita Stanescu)
- Frunza Verde De Mohor (1986) (folktext)
- Madrigalissimo (2000) (ingen text)

### Elektroakustisk musik
- Cobaye (1992)
- Fatidique (1993)
- Tzurai (1994)
- Ambiances (1995)[6]